# Laura Kelly
Laura Jeanne Kelly (New York, 24 gennaio 1950) è una politica statunitense, governatrice del Kansas dal 2019 ed in precedenza senatrice statale dal 2005 al 2019. Kelly è membro del Partito Democratico.

## Biografia
Nasce a New York da una famiglia di militari che si sposta spesso per esigenze lavorative. Studia quindi in Illinois e successivamente si stabilisce definitivamente in Kansas. Dopo essersi laureata in psicologia alla Bradley University, intraprende la carriera politica.

## Carriera politica

### Senatrice statale del Kansas (2005-2019)
Entra in politica con il Partito Democratico nel 2004, candidandosi per il 18º distretto del Senato statale del Kansas, vincendo e rimanendo in carica fino al 2019, anno in cui decide di candidarsi a Governatrice del Kansas.

### Governatrice del Kansas (2019- )
Il 15 dicembre 2017, Kelly annuncia l'intenzione di candidarsi alla carica di Governatrice del Kansas. Il 7 agosto 2018, Kelly riesce a primeggiare nelle primarie democratiche, sconfiggendo l'ex sindaco di Wichita Carl Brewer e il Segretario statale dell'agricoltura Josh Svaty, assicurandosi la nomina.
Laura Kelly si trova a sfidare nelle elezioni generali l'avversario repubblicano Chris Kobach, il quale aveva nelle primarie repubblicane sconfitto il Governatore uscente Jeff Colyer.
Le elezioni generali vengono vinte da Kelly, che prevale con il 48% dei voti su Kobach, fermo al 42.9% delle preferenze.
Laura Kelly assume le funzioni di Governatrice del Kansas il 14 gennaio 2019.
Nelle elezioni governatoriali del 2022, Laura Kelly si ricandida per un secondo mandato e viene rieletta, stavolta con un margine minore (49.2%) contro il repubblicano Derek Schmidt, fermo al 47,7% dei voti. L'assottigliamento dei voti è da attribuire alla scontentezza di una parte dell'elettorato la quale soffre particolarmente l'innalzamento dell'inflazione.
La scadenza naturale del mandato di Kelly è fissata per il 2027, dopo 2 mandati a 8 anni da Governatrice del Kansas.